# Helmut Müller (Theologe)
Helmut Müller (* 1952) ist ein römisch-katholischer Theologe.

## Leben
Von 1977 bis 1987 studierte er Philosophie und Theologie in Bonn (Diplom in Theologie 1982) und München (1988 Promotion bei Reinhard Löw). Von 1987 bis 1988 war er Dozent an der Gustav-Siewerth-Akademie. 1988/1989 absolvierte er ein kirchliches Referendariat in der Erzdiözese Freiburg. Von 1990 bis 1992 war er wissenschaftlicher Assistent am Lehrstuhl I der Philosophie in Bamberg. Von 1992 bis 2017 war er wissenschaftlicher Mitarbeiter am Institut für Katholische Theologie der Universität Koblenz-Landau, Abteilung Koblenz.
Sein Arbeitsschwerpunkt ist organische Naturphilosophie.

## Schriften (Auswahl)
- Philosophische Grundlagen der Anthropologie Adolf Portmanns. Weinheim 1988, ISBN 3-527-17607-1.
- Menschsein zwischen Himmel und Erde. Eine kleine Hinführung zu zentralen Themen der Theologischen Anthropologie. Paderborn 2011, ISBN 978-3-89710-490-7.
- Unterirdische Ansichten eines Oberteufels über die Kirche in der Welt von heute. Augsburg 2015, ISBN 978-3-940879-38-7.
- Zeitgerecht statt zeitgemäß. Spurensuche nach dem Geist der Zeit im Zeitgeist. Paderborn 2018, ISBN 978-3-89710-790-8.